# Chelsea Football Club 1982-1983
La pagina raccoglie i dati relativi alla stagione 1982-1983 del Chelsea.

## Stagione
Nella stagione 1982-83 si concretizzò il momento peggiore della storia del Chelsea dal punto di vista tecnico: dopo un brillante avvio in campionato i blues (la cui società, in condizioni economiche disastrate, era appena stata acquistata da Ken Bates) persero gradualmente terreno fino ad arrivare sull'orlo della zona retrocessione dopo aver conosciuto una serie di nove partite consecutive senza vittoria. La squadra, la cui retrocessione avrebbe potuto significare il fallimento della società, riuscì a salvarsi uscendo imbattuta dalle ultime due gare (1-0 nello scontro diretto con il Bolton, pareggio in casa contro il Middlesbrough), concludendo il campionato a due punti dal baratro.

## Maglia e sponsor
Ultima stagione per le divise (firmate Le Coq Sportif) introdotte nel 1981, caratterizzate da strisce fine di colore bianco su maglia blu.
| Casa | Trasferta | Terza divisa |

## Rosa[1]
| N. |                        | Ruolo | Calciatore    |
| -- | ---------------------- | ----- | ------------- |
| -  | Inghilterra (bandiera) | P     | Steve Francis |
| -  | Inghilterra (bandiera) | P     | Bob Iles      |
| -  | Inghilterra (bandiera) | D     | Gary Chivers  |
| -  | Inghilterra (bandiera) | D     | Micky Droy    |
| -  | Galles (bandiera)      | D     | Joey Jones    |
| -  | Inghilterra (bandiera) | D     | Gary Locke    |
| -  | Scozia (bandiera)      | D     | Tony McAndrew |
| -  | Inghilterra (bandiera) | D     | Mickey Nutton |
| -  | Inghilterra (bandiera) | D     | Colin Pates   |
| -  | Inghilterra (bandiera) | C     | John Bumstead |
| -  | Inghilterra (bandiera) | C     | Mike Fillery  |

| N. |                        | Ruolo | Calciatore          |
| -- | ---------------------- | ----- | ------------------- |
| -  | Inghilterra (bandiera) | C     | Paul Canoville      |
| -  | Inghilterra (bandiera) | C     | Kevin Hales         |
| -  | Inghilterra (bandiera) | A     | Phil Driver         |
| -  | Inghilterra (bandiera) | A     | Mark Falco          |
| -  | Inghilterra (bandiera) | A     | Colin Lee           |
| -  | Inghilterra (bandiera) | A     | Alan Mayes          |
| -  | Inghilterra (bandiera) | A     | Peter Rhoades-Brown |
| -  | Inghilterra (bandiera) | A     | Bryan "Pop" Robson  |
| -  | Scozia (bandiera)      | A     | David Speedie       |
| -  | Inghilterra (bandiera) | A     | Clive Walker        |

## Statistiche

### Statistiche di squadra
| Competizione    | Punti | Totale | Totale | Totale | Totale | Totale | Totale |
| Competizione    | Punti | G      | V      | N      | P      | Gf     | Gs     |
| --------------- | ----- | ------ | ------ | ------ | ------ | ------ | ------ |
| Second Division | 47    | 42     | 11     | 14     | 17     | 51     | 61     |
| FA Cup          | -     | 3      | 3      | 0      | 0      | 4      | 3      |
| Coppa di Lega   | -     | -      | -      | -      | -      | -      | -      |
| Totale          | -     | -      | -      | -      | -      | -      | -      |